# Шаленарг
Шаленарг (фр. Chalinargues) насеље је и општина у централној Француској у региону Оверња, у департману Кантал која припада префектури Сен Флур.
По подацима из 2011. године у општини је живело 428 становника, а густина насељености је износила 15,54 становника/km². Општина се простире на површини од 27,55 km². Налази се на средњој надморској висини од 1060 метара (максималној 1.169 m, а минималној 909 m).

## Демографија
| 1962. | 1968. | 1975. | 1982. | 1990. | 1999. | 2011. |
| ----- | ----- | ----- | ----- | ----- | ----- | ----- |
| 551   | 635   | 527   | 440   | 442   | 433   | 428   |

График промене броја становника у току последњих година